# Snottertjärnen, Ångermanland
Snottertjärnen är en sjö i Bjurholms kommun i Ångermanland och ingår i Lögdeälvens huvudavrinningsområde.